# Rodriguezia lanceolata
Rodriguezia lanceolata är en orkidéart som beskrevs av Hipólito Ruiz López och Pav.. Rodriguezia lanceolata ingår i släktet Rodriguezia och familjen orkidéer. Inga underarter finns listade i Catalogue of Life.

## Bildgalleri

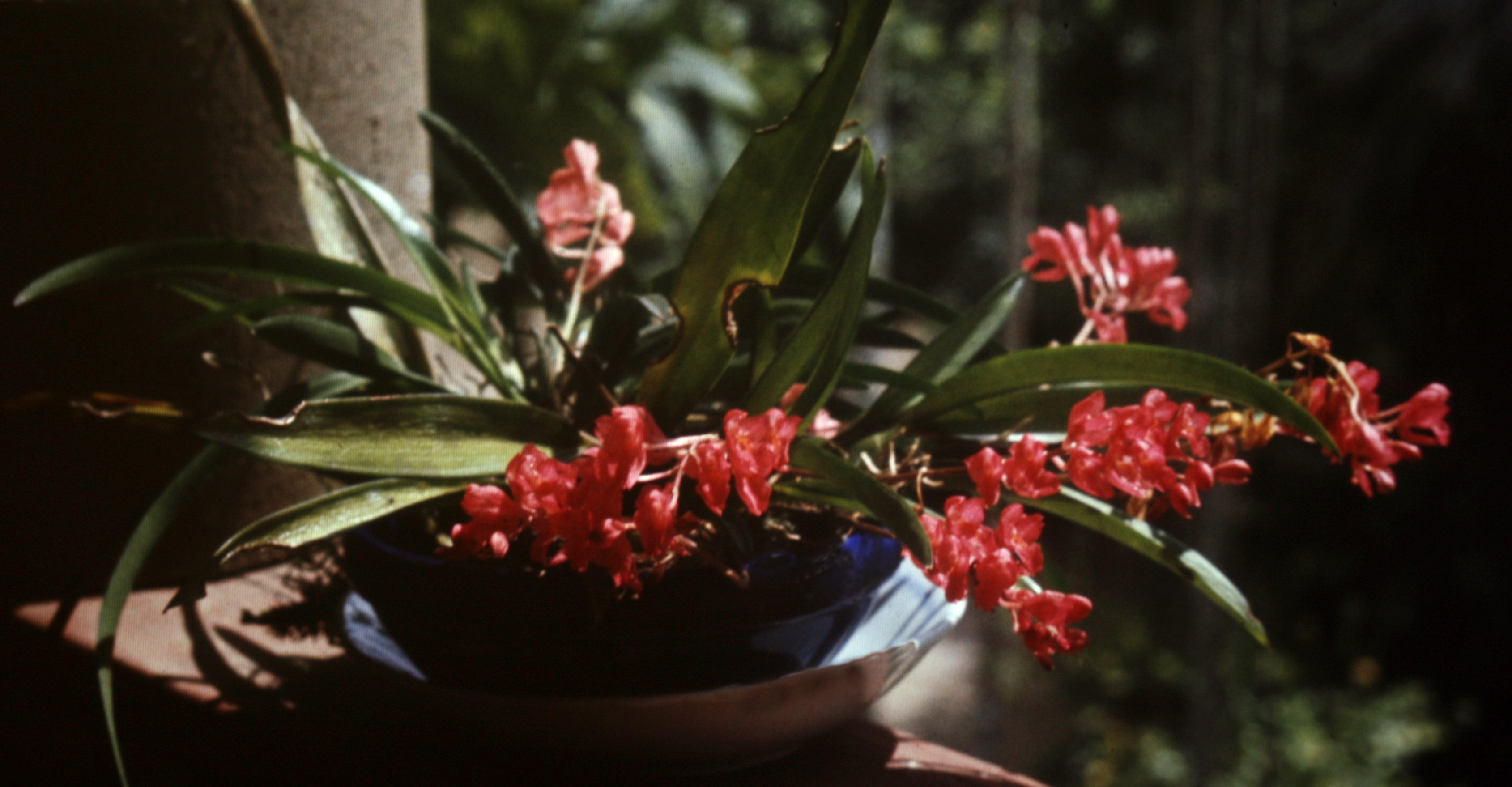
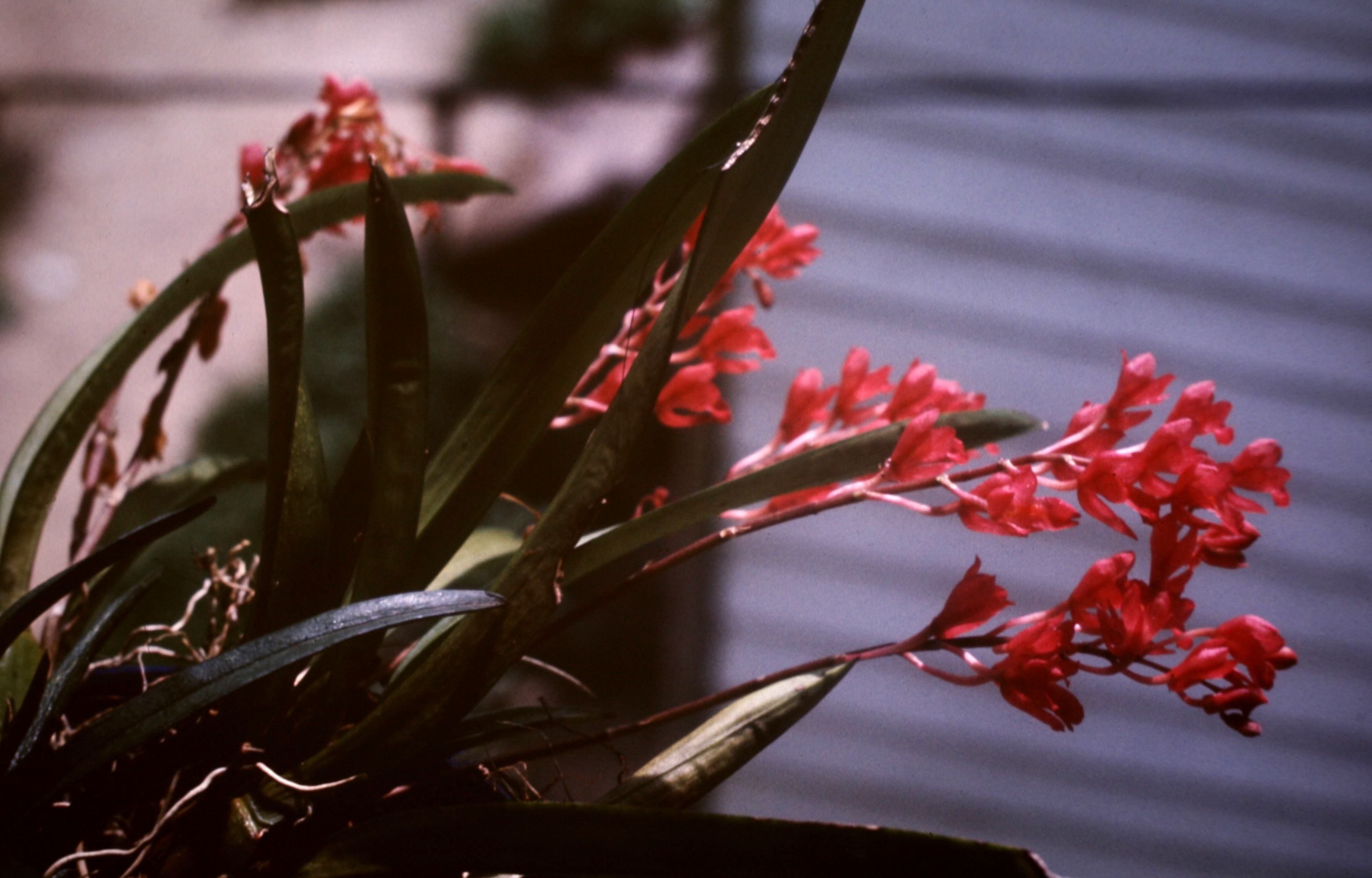
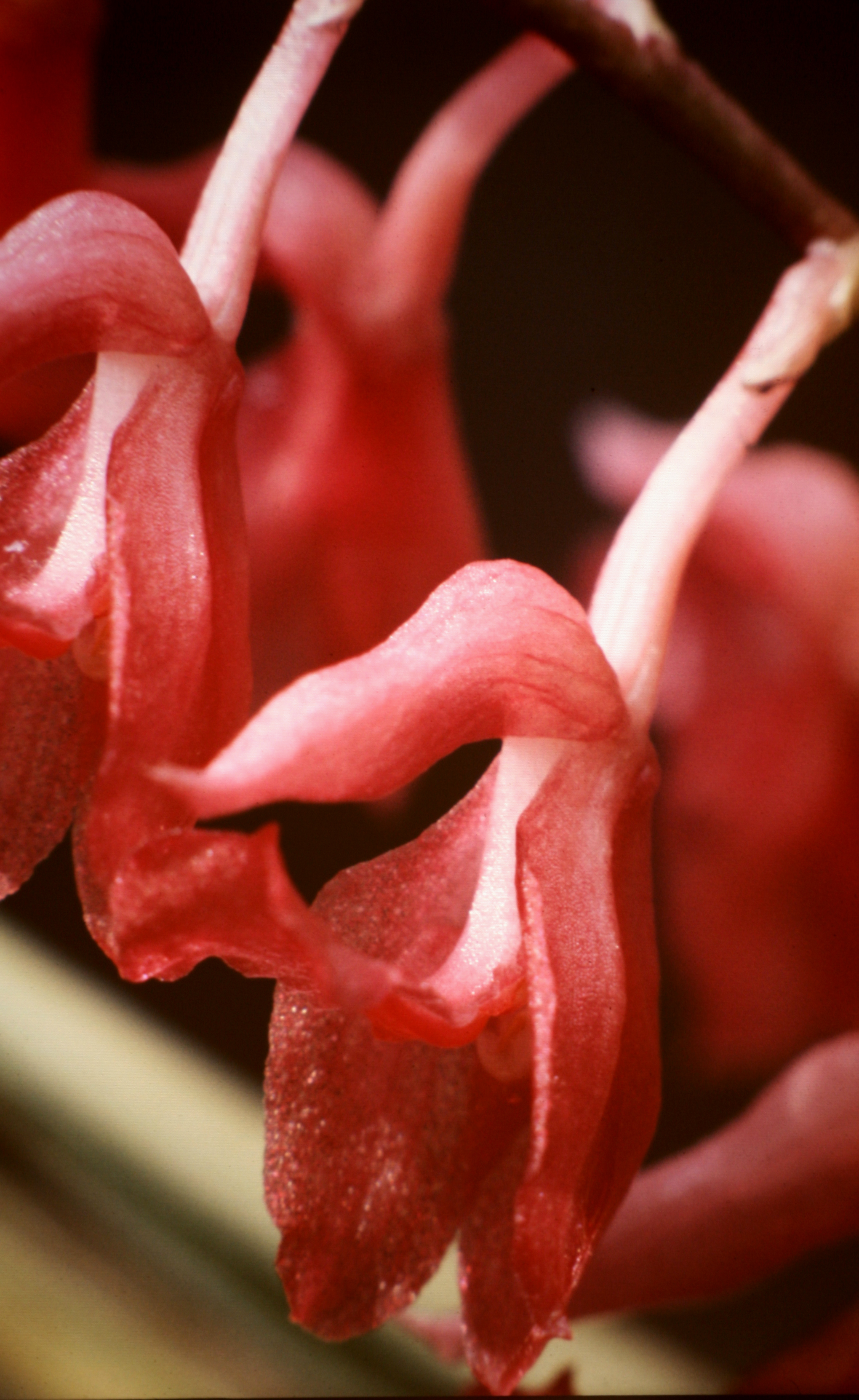
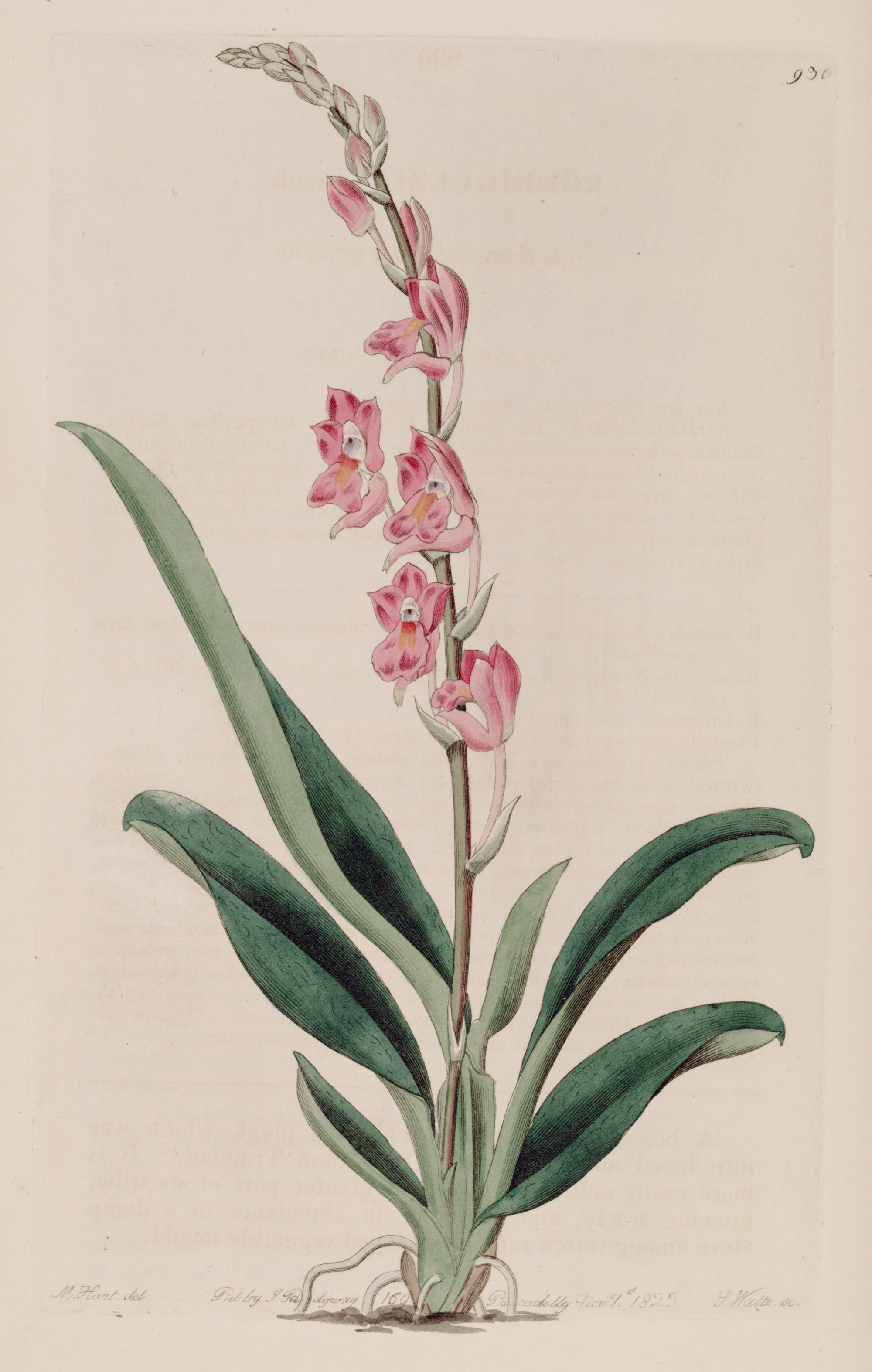
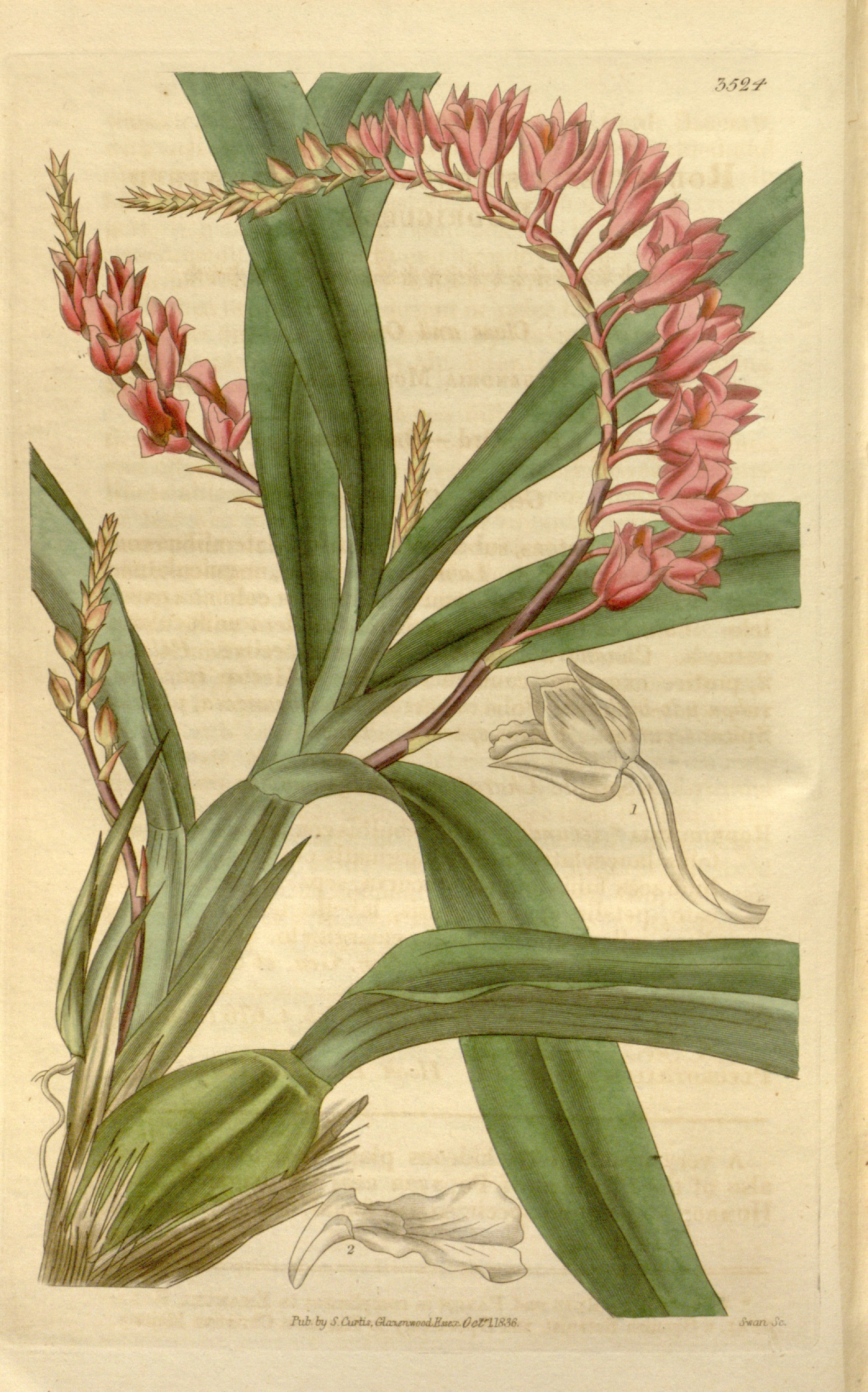
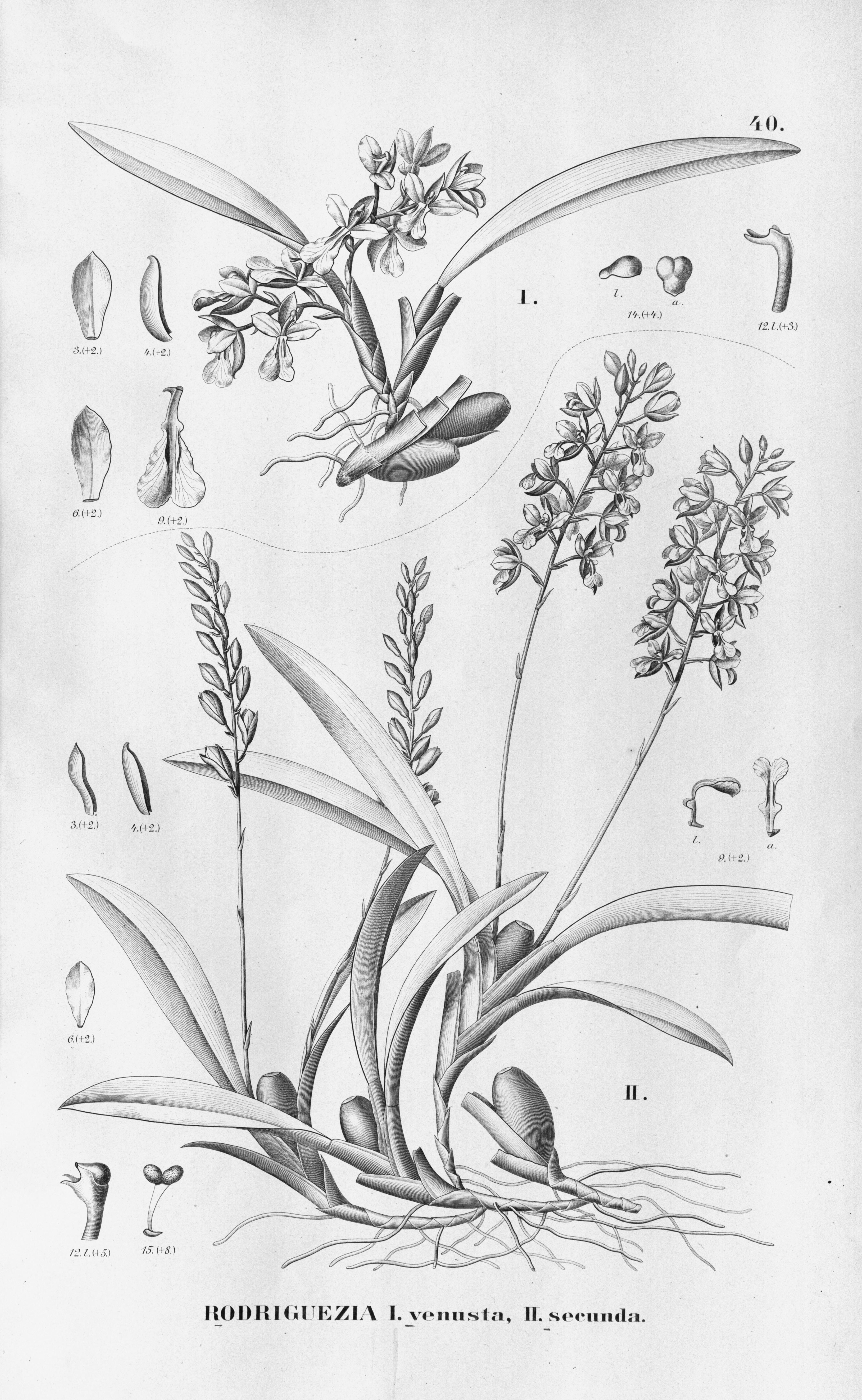